# Tim Derksen
Timothy Bo Derksen, detto Tim (Tucson, 27 luglio 1993), è un ex cestista statunitense.

## Palmarès

### Club
- Campionato svizzero: 1

Fribourg Olympic: 2018-19
- Coppa di Svizzera: 2

Fribourg Olympic: 2019
Lions de Genève: 2021
- Coppa di Lega: 1

Lions de Genève: 2021

### Individuale
- MVP Finals Campionato svizzero: 1

2019